# 신홍철
신홍철(?~)은 조선민주주의인민공화국의 외교관이며, 주러시아 북한대사이다.

## 생애
주방글라데시 북한대사로 대사직을 처음 수행하였다. 이후 외무성 부상직을 두 차례 역임하였으며, 2020년 김형준의 후임으로 주러시아 북한 대사로 임명되었다. 2023년에는 타지키스탄, 아제르바이잔 북한 대사직을 겸임하게 되었다.

## 경력
- 주방글라데시 북한대사
- 외무성 부상[1]
- 주러시아 북한대사 겸 주타지키스탄 북한대사 겸 주아제르바이잔 북한 대사[2][3][4]